# Luzonshama
Luzonshama (Copsychus luzoniensis) är en fågel i familjen flugsnappare inom ordningen tättingar.

## Utseende och läte
Luzonshaman är en medelstor, långstjärtad tätting. Hanen har svart på huvud, ovansida och bröst, ett vitt vingband, vit buk, ljusorange kroppsidor och vita yttre stjärtpennor. Honan är grå på bröstet och i ansiktet, medan den är brun på kind, hjässa, rygg och vingar. Arten liknar något filippinshaman, men har ett långt, vitt ögonbrynsstreck och en rostfärgad övergump. Sången består av en behaglig och varierad visslad melodi som ofta avslutas med en mörkare, fallande drill.

## Utbredning och systematik
Fågeln förekommer i Filippinerna och delas numera in i tre underarter med följande utbredning:
- Copsychus luzoniensis luzoniensis – (Luzon och Catanduanes)
- Copsychus luzoniensis parvimaculatus – Polillo
- Copsychus luzoniensis shemleyi – Marinduque (Filippinerna)

Tidigare inkluderades visayashaman i arten, då med namnet vitbrynad shama.

### Släktestillhörighet
Luzonshama och dess släktingar placeras traditionellt i släktet Copsychus. Flera genetiska studier visar dock att indisk shama (Saxicoloides fulicatus, tidigare kallad indisk näktergal) och roststjärtad shama (Trichixos pyrropygus) är inbäddade i släktet. De flesta taxonomiska auktoriteter inkluderar därför även dem i Copsychus.

### Familjetillhörighet
Shamor med släktingar ansågs fram tills nyligen liksom bland andra stenskvättor, stentrastar och buskskvättor vara små trastar. DNA-studier visar dock att de är marklevande flugsnappare (Muscicapidae) och förs därför numera till den familjen.

## Status och hot
Arten har ett stort utbredningsområde, men tros minska i antal, dock inte tillräckligt kraftigt för att den ska betraktas som hotad. Internationella naturvårdsunionen IUCN listar arten som livskraftig (LC).